# Agoraea ockendeni
Agoraea ockendeni är en fjärilsart som beskrevs av Rothschild 1909. Agoraea ockendeni ingår i släktet Agoraea och familjen björnspinnare. Inga underarter finns listade i Catalogue of Life.